# Andrew Stetson
Andrew Stetson (Oakville, 24 luglio 1979) è un modello canadese.

## Carriera
Prima di essere notato da una agenzia di moda, la NAM Agency, Andrew Stetson ha lavorato come carpentiere sino all'età di 19 anni.
Dopo aver avuto una pausa dalla sua carriera di modello, avvenuta secondo quanto dichiarato dallo stesso Stetson dal fatto che sentisse la mancanza del suo vecchio lavoro, è ritornato sulle passerelle negli anni duemila ed ha lavorato per importanti brand come Armani, Chanel, Dolce & Gabbana, Zara, Calvin Klein, Levi's, Bloomingdale's, Meltin' Pot ed H&M.
Nell'agosto 2006, Stetson ha firmato un contratto di tre anni per essere il testimonial del profumo Calvin Klein Euphoria.

## Agenzie di moda
- Wilhelmina Models - New York
- Louisa Models - Amburgo e Monaco di Baviera